# 杜富尔峰
杜富尔峰（德語：Dufourspitze）位于瑞士南部瓦莱州境内，海拔4633.9米，为瑞士最高点，也是阿尔卑斯山脉第二高峰。杜富尔峰和周围几座海拔超过4500米的山峰共同组成了罗莎峰。

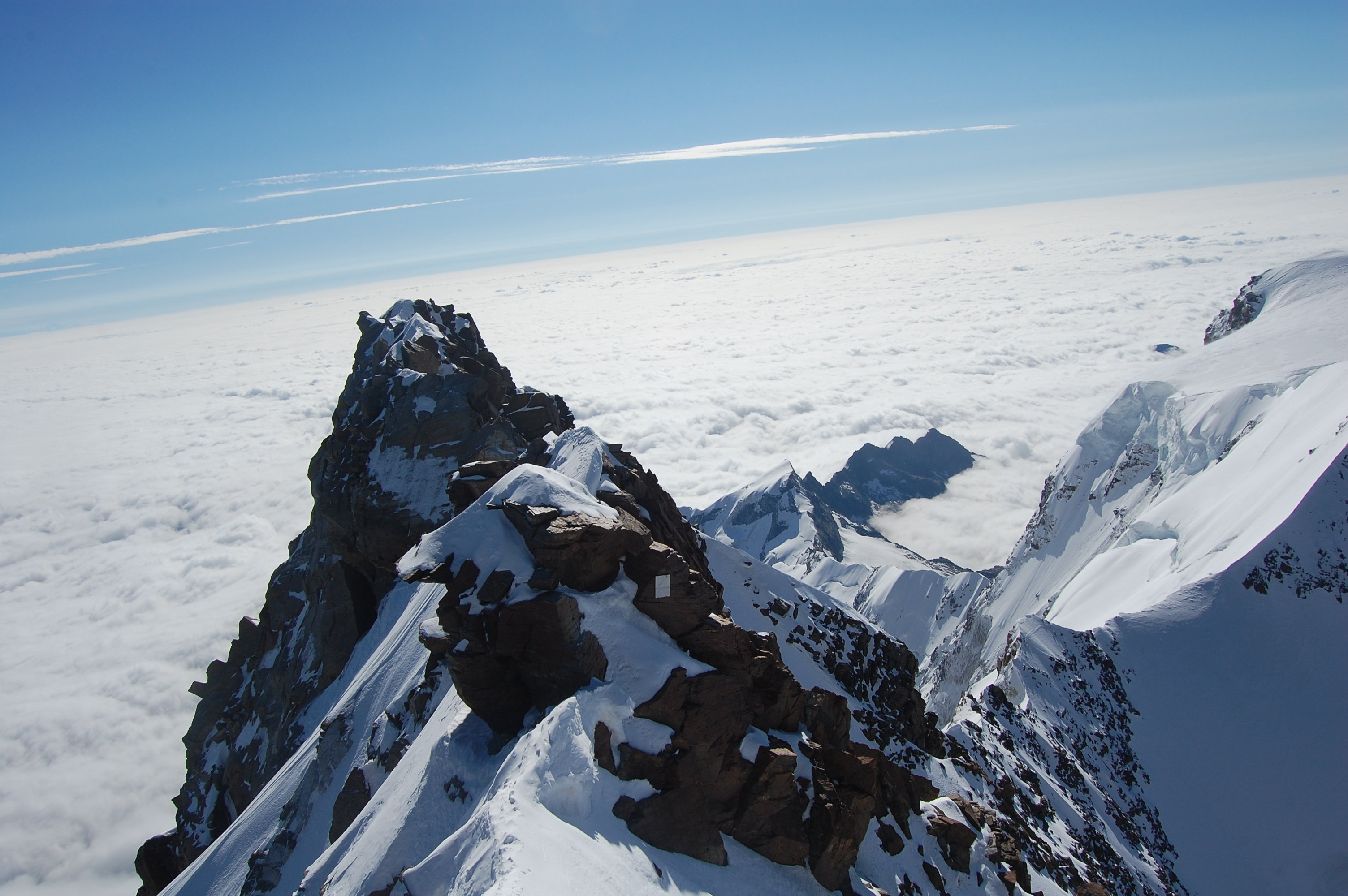
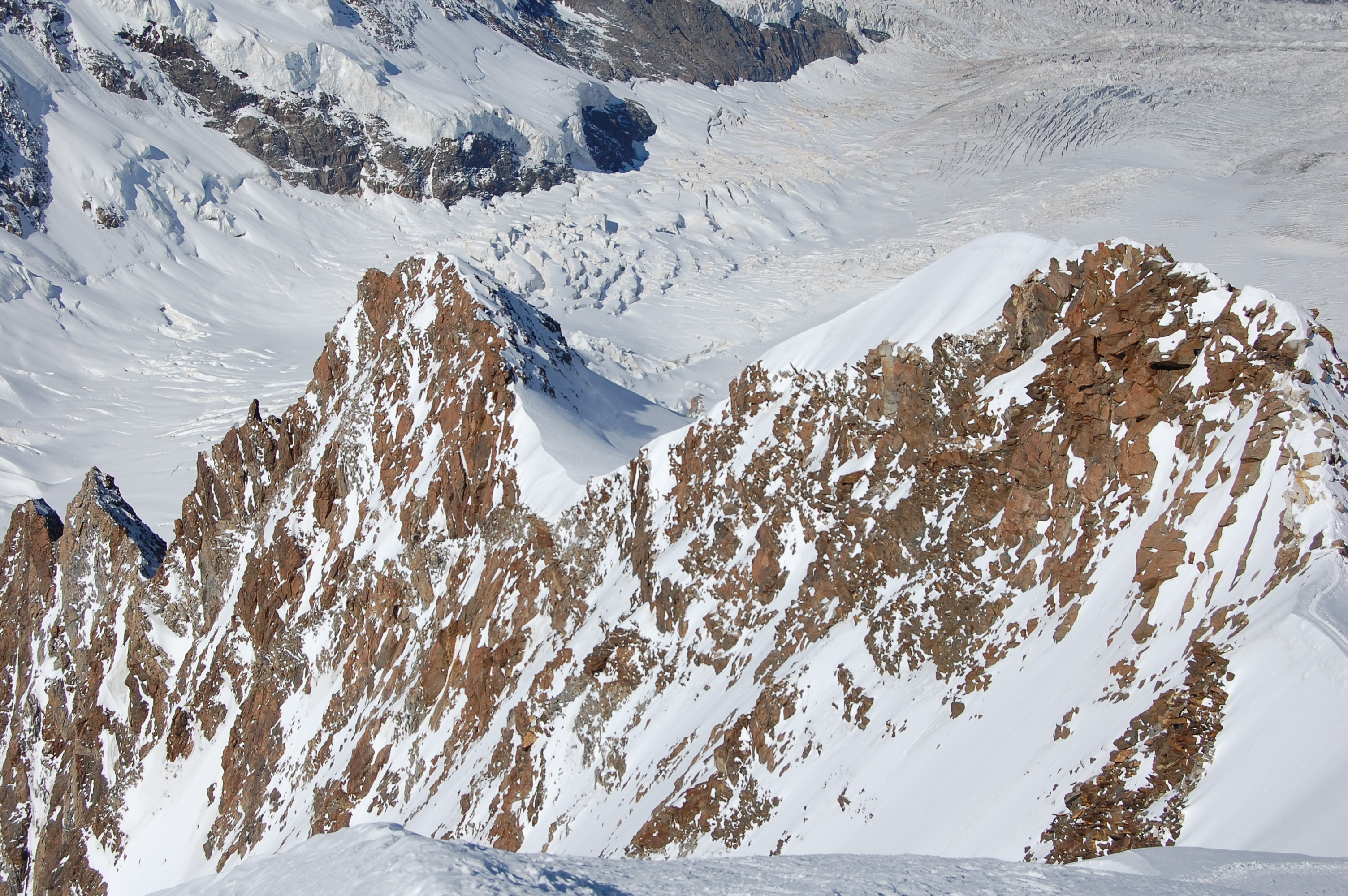
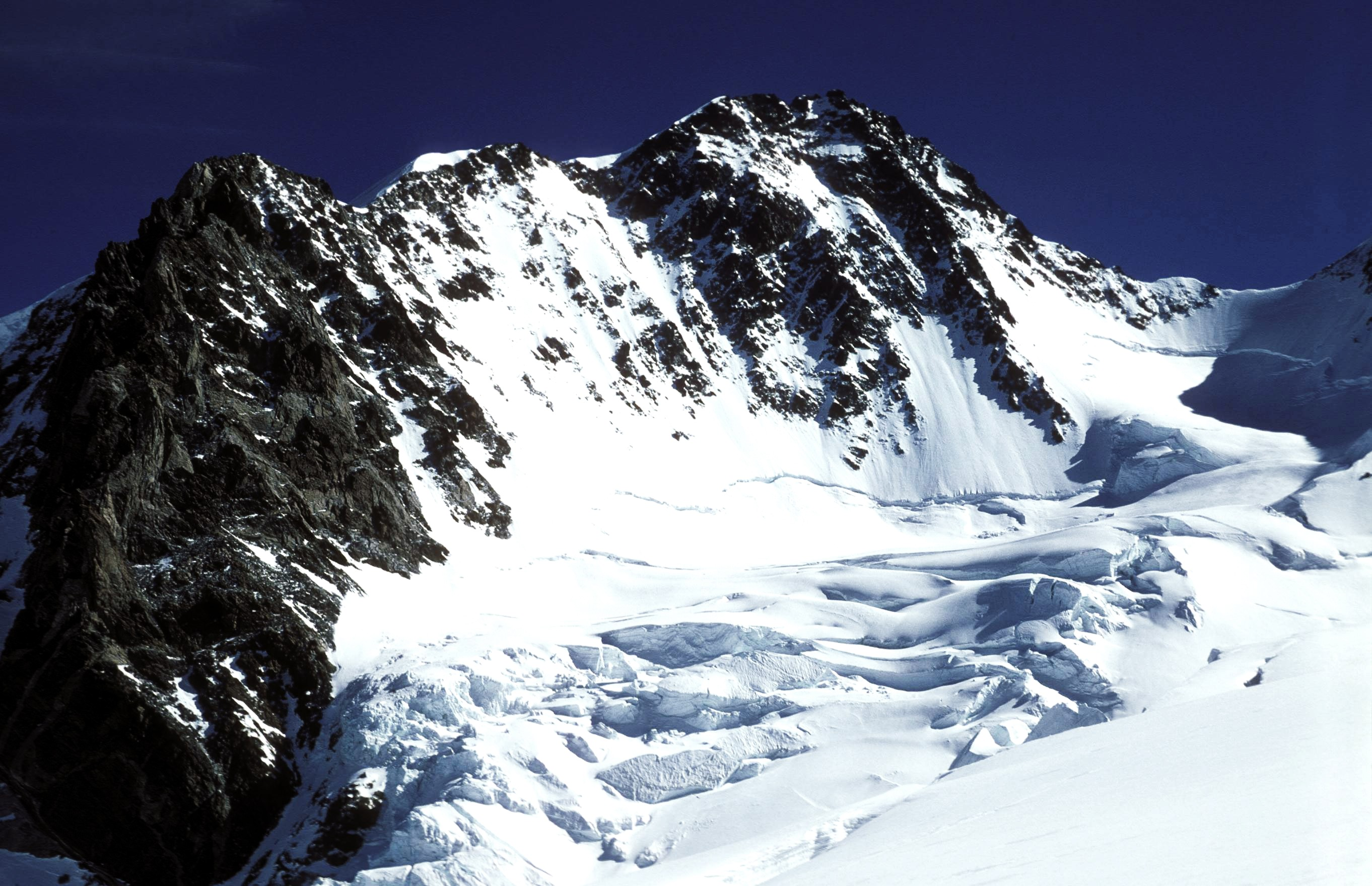